# Мінденмайнс (Міссурі)
Мінденмайнс (англ. Mindenmines) — місто (англ. city) в США, в окрузі Бартон штату Міссурі. Населення — 271 особа (2020).

## Географія
Мінденмайнс розташований за координатами 37°28′43″ пн. ш. 94°34′44″ зх. д. / 37.47861° пн. ш. 94.57889° зх. д. (37.478613, -94.578883).  За даними Бюро перепису населення США в 2010 році місто мало площу 9,82 км², з яких 9,45 км² — суходіл та 0,38 км² — водойми.

## Демографія
Згідно з переписом 2010 року, у місті мешкало 365 осіб у 133 домогосподарствах у складі 95 родин. Густота населення становила 37 осіб/км².  Було 167 помешкань (17/км²).
Расовий склад населення:
| - 86,3 % — білих - 6,6 % — корінних американців - 0,3 % — азіатів |

До двох чи більше рас належало 6,0 %. Частка іспаномовних становила 0,8 % від усіх жителів.
За віковим діапазоном населення розподілялося таким чином: 27,4 % — особи молодші 18 років, 60,8 % — особи у віці 18—64 років, 11,8 % — особи у віці 65 років та старші. Медіана віку мешканця становила 37,1 року. На 100 осіб жіночої статі у місті припадало 84,3 чоловіків;  на 100 жінок у віці від 18 років та старших — 87,9 чоловіків також старших 18 років.
Середній дохід на одне домашнє господарство  становив 37 716 доларів США (медіана — 27 708), а середній дохід на одну сім'ю — 45 285 доларів (медіана — 37 500). Медіана доходів становила 28 750 доларів для чоловіків та 28 125 доларів для жінок. За межею бідності перебувало 36,6 % осіб, у тому числі 52,7 % дітей у віці до 18 років та 37,3 % осіб у віці 65 років та старших.
Цивільне працевлаштоване населення становило 113 особи. Основні галузі зайнятості: виробництво — 31,9 %, освіта, охорона здоров'я та соціальна допомога — 19,5 %, будівництво — 12,4 %, роздрібна торгівля — 10,6 %.